# Bingham (cráter)
Bingham es un pequeño cráter de impacto que se encuentra en la cara oculta de la Luna. Se encuentra justo al sureste del cráter Lobachevskiy mucho más grande. En la parte noroeste del borde de Bingham se superponen parcialmente las eyecciones de Lobachevsky. Al noreste de Bingham se halla el cráter Guyot, y a alrededor de un diámetro de distancia hacia el sur-sureste aparece Katchalsky.
Se trata de una formación de cráteres más o menos circular, con una ligera curva hacia afuera a lo largo del lado sureste.

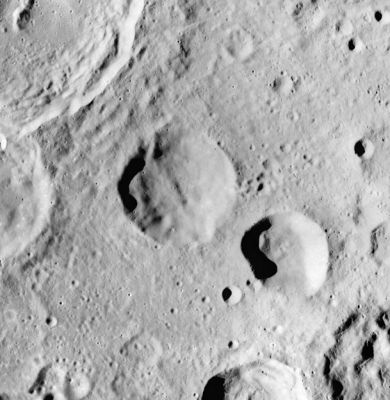
Fotografía de la misión Apolo 16

## Cráteres satélite
Por convención estos elementos son identificados en los mapas lunares poniendo la letra en el lado del punto medio del cráter que está más cerca de Bingham.
|         | \| Bingham \| Coordenadas \| Diámetro \| \| ------- \| ---------------------------- \| -------- \| \| H \| 7°30′N 116°12′E / 7.5, 116.2 \| 26 km \| |          |
| Bingham | Coordenadas | Diámetro |
| H       | 7°30′N 116°12′E / 7.5, 116.2 | 26 km    |